# Артур Фоулкс
Артур Александер Фоулкс (англ. Arthur Alexander Foulkes; нар. 11 травня 1928) — генерал-губернатор Багамських Островів в 2010—2014 роках. У 1962—1967 Артур Фоулкс, журналіст за професією, був головним редактором газети «Bahamian Times», а в 1967 році вперше був обраний до Палати асамблей від Прогресивної ліберальної партії прем'єр-міністра країни Ліндена Піндлінга і став в його уряді міністром комунікацій і туризму. У 1971 році Фоулекс став одним із засновників консервативного Вільного національного руху і представляв його в нижній палаті до 1992 року з перервою в 1972—1982, коли був призначений протягом двох термінів членом Сенату. У 1992 році Фоулкс був призначений високим комісаром країни у Великій Британії і за сумісництвом послом у Франції, Німеччині, Італії, Бельгії, а також представником країни при Європейському союзі і Співдружності націй. У 1999 Фоулкс повернувся на Багами і став формальним послом в Китаї і на Кубі, однак залишився на батьківщині. З 2007 року Фоулкс очолював Інформаційні служби Багамських островів. Після відставки генерал-губернатора країни Артура Діона Ханни Фоулкс в 2010 році став його наступником.